# Michel Rein
Michel Rein est un galeriste d'art contemporain français. Il a fondé la galerie Michel Rein, située à Paris et Bruxelles, en 1992. 

## Biographie
C'est grâce à une rencontre[Laquelle ?] en 1978, que Michel Rein découvre l'art contemporain et acquiert ses deux premières œuvres, une gouache de Calder et une « Colère » d'Arman[réf. nécessaire].   
La galerie Michel Rein ouvre ses portes en 1992, avec une exposition personnelle de Philippe Mayaux. En 1993, Michel Rein expose Chen Zhen, puis en 1995, la galerie expose quatre artistes femmes de la jeune scène anglaise (Young British Artists) dans une exposition collective, SAGE : Sam Taylor Wood, Angela Bulloch, Gilian Wearing & Elisabeth Wright. Michel Rein obtient une reconnaissance nationale et participe à la Foire Internationale d'Art Contemporain (FIAC) pour la première fois en 1993. De grandes figures de l'art exposent à la galerie, comme Daniel Buren, Allan Sekula, Claude Rutault, Jimmie Durham.

### 2000-2013
En 2000, Michel Rein ouvre sa galerie à Paris dans le Marais, au 42 rue de Turenne. Très vite, la galerie confirme sa présence dans le paysage national et international, accentuant sa participation aux foires internationales, et sa relation avec les institutions et les collectionneurs privés français et internationaux.                

### 2013 à aujourd'hui
En octobre 2013, Michel Rein ouvre une seconde galerie à Bruxelles, dans la commune d'Ixelles, au 51 rue Washington.
L'exposition inaugurale est dédiée à Jimmie Durham,

## Activités complémentaires
Michel Rein est membre du Conseil d'Administration du Centre de Création Contemporaine Olivier Debré (CCCOD) de Tours depuis 1997, à la création duquel il a participé.  
Depuis 2011 il est membre du Conseil d'administration du Fonds de dotation Nature Addicts (N.A ! Project). Le fonds est destiné à soutenir la création contemporaine, les arts visuels et le spectacle vivant, autour des valeurs du développement durable. 
Il est également membre du Conseil de direction du Comité professionnel des galeries d'art.

## Distinction
Michel Rein a été nommé Chevalier des Arts et des Lettres en juillet 2006.